# Naar Ægtemænd flirter
Naar Ægtemænd flirter (originaltitel Being Respectable) er en amerikansk stumfilm fra 1924 af Phil Rosen.

## Medvirkende
- Marie Prevost som Valerie Winship
- Monte Blue somCharles Carpenter
- Louise Fazenda somDeborah Carpenter
- Irene Rich somSuzanne Schuyler
- Theodore von Eltz somStephen O'Connell
- Frank Currier somDarius Carpenter
- Eulalie Jensen somLouise Carpenter
- Lila Leslie somMrs. Winship
- Sidney Bracey somPhilip Deaby
- Charles K. French somMr. Beasley